# Sophie Montel
Sophie Montel (ur. 22 listopada 1969 w Montbéliard) – francuska polityk i samorządowiec, była przewodnicząca Frontu Narodowego w radzie regionu Franche-Comté, posłanka do Parlamentu Europejskiego VIII kadencji.

## Życiorys
Z zawodu menedżer projektów, uzyskała także dyplom DEA z zakresu mediewistyki. W 1987 została członkinią Frontu Narodowego. Awansowała w strukturze partyjnej, w 2003 dołączając do biura politycznego. W latach 1995–2001 pełniła funkcję radnej Besançon. Od 1998 wybierana do rady regionu Franche-Comté, w 2004 została przewodniczącą klubu radnych FN. W 2008 po śmierci Raymonda Forniego ubiegała się bez powodzenia o stanowisko przewodniczącego rady regionalnej.
W 2014 Sophie Montel uzyskała mandat eurodeputowanej VIII kadencji. W PE zasiadała do 2019. W 2015 wybrana także na radną regionu Burgundia-Franche-Comté (była też kandydatką na prezydenta regionu).
Dołączyła do think tanku Les Patriotes, który założył Florian Philippot. We wrześniu 2017 wraz z nim opuściła Front Narodowy.